# Georg Ahrens (Bildhauer)
Georg Ahrens (* 29. Juni 1947 in Koblenz; † 2. Oktober 2021), eigentlich Georg Paul Maria Ahrens, war ein deutscher Bildhauer, Medailleur und Hochschullehrer.

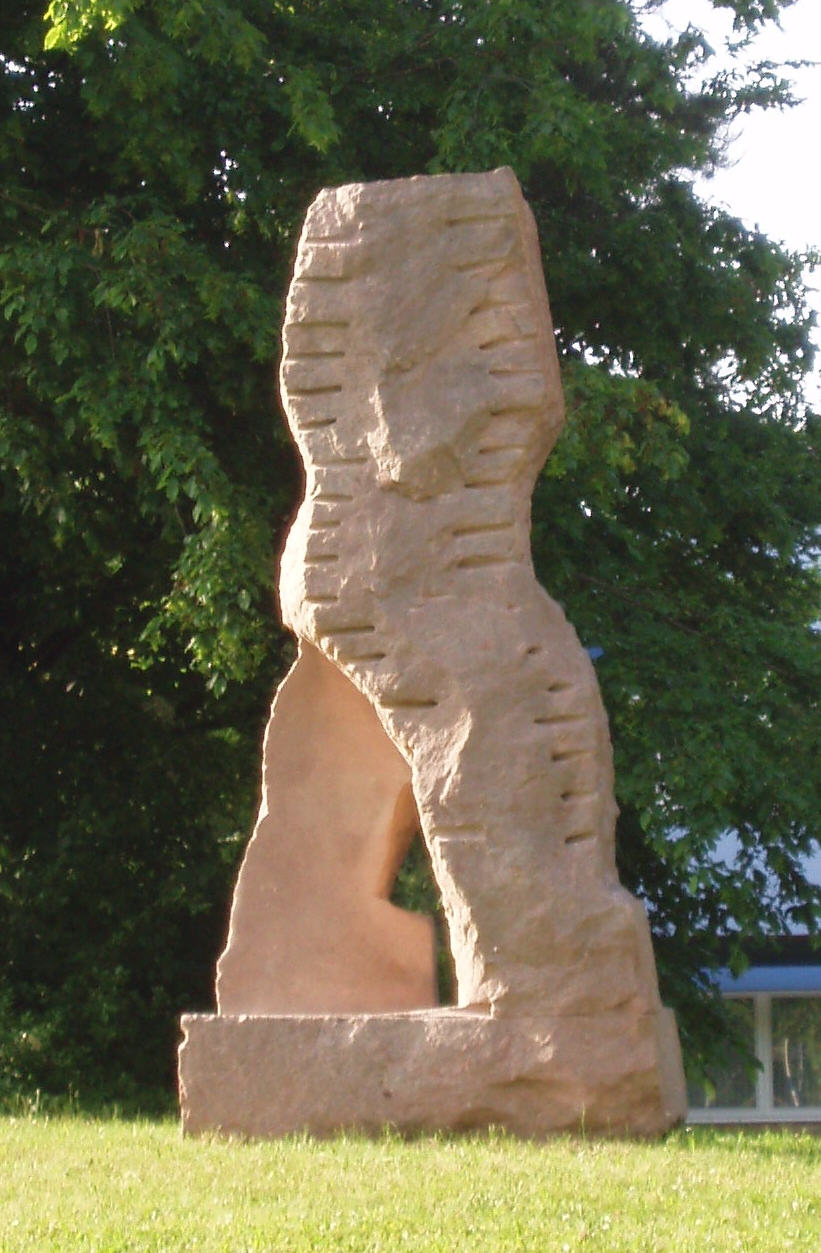
Der große Gehende (1993), Kandel (Pfalz)

## Leben und Wirken
Ahrens absolvierte in den Jahren 1964 bis 1967 zunächst eine Steinmetz- und Bildhauerlehre in den Kunstwerkstätten der Abtei Maria Laach bei Pater Theodor Bogler. Anschließend studierte er von 1967 bis 1973 Bildhauerei an den Kölner Werkschulen bei Kurt Schwippert und Hans Karl Burgeff. Seit 1970 arbeitete Ahrens freiberuflich, sein erstes Atelier hatte er in Schloss Ahrental.
Mehrere Aufenthalte in China führten später zu Tuschearbeiten und Holzschnitten. Ahrens war von 1974 bis 1977 Assistent von Jürgen Weber an der TU Braunschweig. Ein Lehrauftrag von 1978 bis 1981 führte ihn an die Fachhochschule Aachen. Im Jahr 1979 wurde er zudem Assistent an der RWTH Aachen bei Elmar Hillebrand (bis 1981). Es folgten Lehraufträge an den Hochschulen in Mainz (1981 bis 1991) und Köln (1982 bis 1983). Im Jahr 1994 erhielt er einen Ruf als Gastprofessor an die Kunstakademie Tianjin/China, dem er bis 2014 jährlich folgte. 1998 hatte Ahrens eine Gastprofessur an der Teacher’s University in Lin Fen/China.
Ahrens wurden 1982 der Förderpreis des Landes Rheinland-Pfalz zuteil sowie 1990 und 1994 Reisestipendien des Landes Rheinland-Pfalz. 1996 gewann er den Preis des Internationalen Bildhauersymposiums 96 Teda, 1999 den Preis der AKM, Koblenz (ehedem Hanns-Sprung-Preis).
Von 1999 bis 2012 war Ahrens Vorsitzender der Arbeitsgemeinschaft bildender Künstler am Mittelrhein (AKM). Ahrens lebte und arbeitete in Köln und Weibern (Eifel). Er starb 2021 im Alter von 74 Jahren und wurde auf dem Kölner Südfriedhof beigesetzt.

## Werk

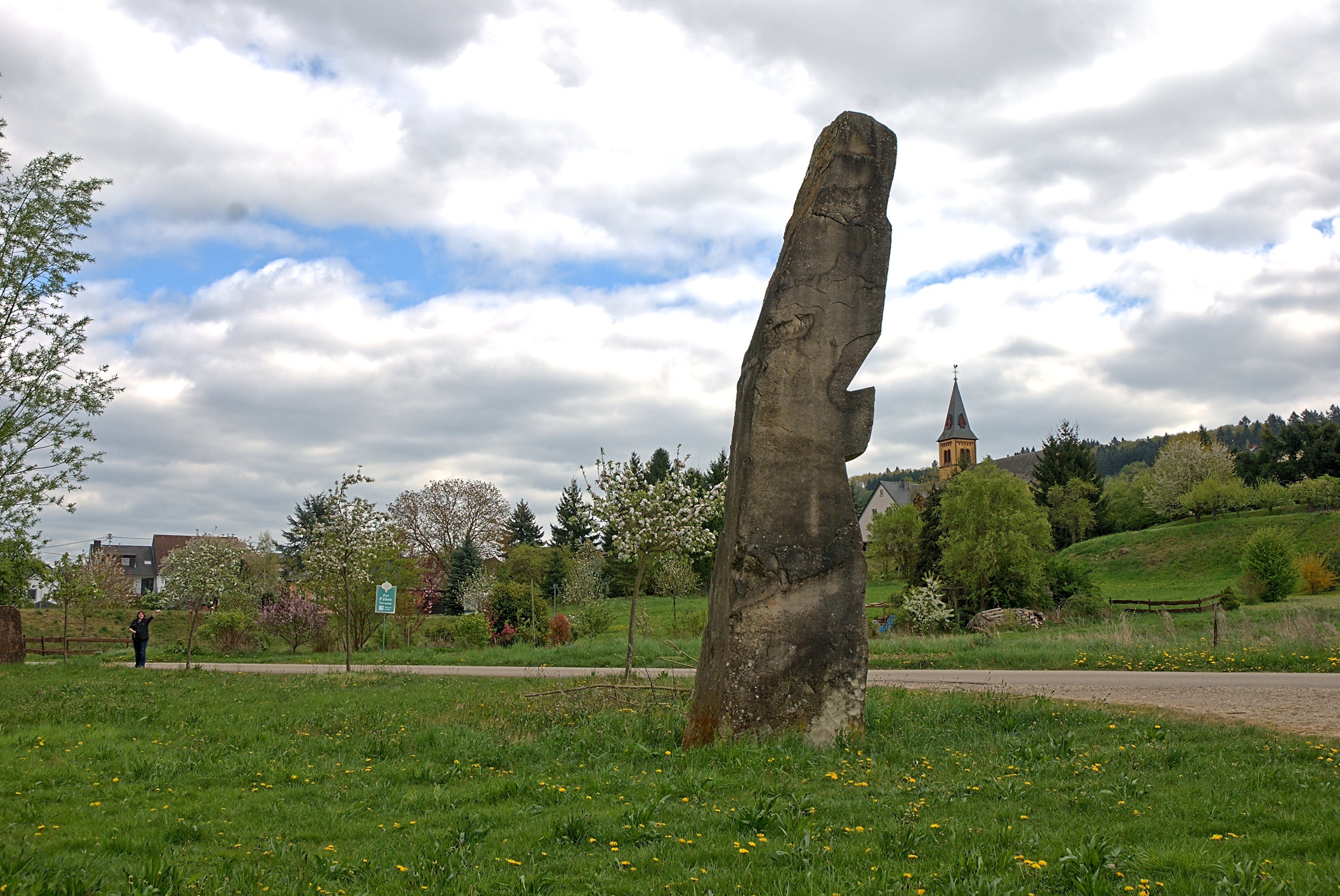
Engel Nr. 16 (1999). Oberbillig

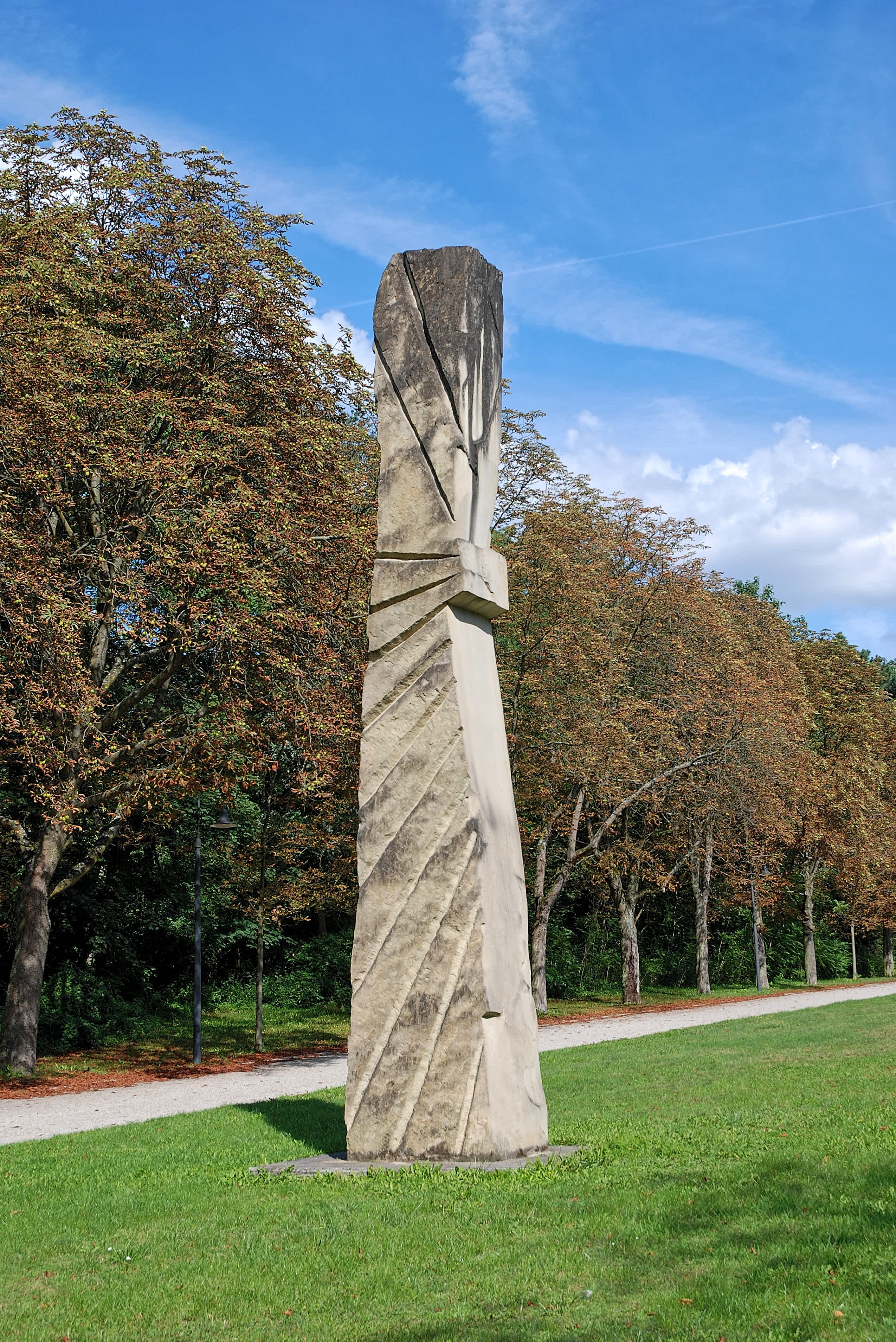
Engel Nr. 40 (2000). Schloss Waldthausen

Ahrens beschäftigte sich seit 1994 mit dem Thema „Engel“. An verschiedenen Orten schuf er zum Teil monumentale Engel-Skulpturen, so zum Beispiel in Pirmasens, Freckenhorst, Oberbillig/Mosel, Luxemburg, am Schloss Waldthausen / Mainz, in Dortmund, am Stift Tilbeck/Münsterland, in Nordkirchen, Bad Neuenahr, Proto Roz/Slowenien und Trier. „Der Engel verkörpert - auch ohne kirchenreligiösen Hintergrund - in einer sehr universellen Weise die Konzentration positiver, immaterieller Kräfte.“ (Gabriele Lohberg, Trier: 1999)

„Ahrens (...) formt den Udelfanger Stein  mit seiner vielschichtigen Oberfläche zu körperhaften Wesen 
und konzentriert in ihnen die körperlose Geisthaftigkeit göttlicher, ideeller Kräfte.“

„Georg Ahrens bearbeitet Steine, die dem Gestaltlosen bestenfalls einen Hauch von Ausdruck verleihen und so eher die Leiblosigkeit als die vollendete Gestalt abbilden. (...) Georg Ahrens schafft Formen, die bestenfalls Andeutungen sind und den Betrachter dazu bewegen, weiter zu denken und dem sinnenhaft Erfassten mit der eigenen Phantasie Gestalt zu geben.“

### Arbeiten im öffentlichen Raum (Auswahl)
Zahlreiche seiner Arbeiten sind im öffentlichen Raum aufgestellt:
- 1993 Der große Gehende, Pfälzer Sandstein, 3,50 m hoch. Kandel (Pfalz)
- 1993 Liegende. Skulpturenweg Oberwesel[11]
- 1994 Liegender Mann, Tuff. Weibern (Eifel)
- 1997 Kniender, Pfälzer Sandstein. Festungsanlage Fronte Beckers, Germersheim[12]
- 1998 Engel Nr. 4, Pfälzer Sandstein. Alter Friedhof, Pirmasens[13]
- 1999 Engel Nr. 16, Udelfanger Sandstein, 7 m hoch. Oberbillig[14]
- 1999 Der Engel vom See, Sandstein. Skulpturenpark Lultzhausen, Naturpark Obersauer (Luxemburg)[15]
- 2000 Engel Nr. 40, Sandstein, 8 m hoch. Schloss Waldthausen, Budenheim[3]
- 2002 Engelpaar Nr. 67/68, Weiberner Tuff. Bad Neuenahr[16]
- 2002 Großer Gehender, Granit. Kunstakademie Tianjin, China
- 2002 Engel Nr. 44, Udelfanger Sandstein, 4 m hoch. Maximlian-Kolbe-Schule, Nordkirchen[3]
- 2004 Feuerengel Nr. 72, Udelfanger Sandstein, 10 m hoch. Petrisberg, Trier[17]

## Einzelausstellungen (Auswahl)
- 1979 Historisches Rathaus, Köln
- 1982 Galerie Markenbildchen, KoblenzK
- 1993 Galerie Ursel Steinacker, KoblenzK
- 1998 Künstlerhaus Metternich, Koblenz
- 1999 Galerie Contemporanea, Oberbillig
- 2000 Schloss Waldthausen, Mainz; St. Michael, Dülmen-Rödder; Carolinensaal, Pirmasens
- 2001 Kunstforum St. Clemens Köln
- 2007/08 Ausstellungshalle Kunstakademie, Tianjin/P.R.China / Ludwig-Museum im Deutschherrenhaus, KoblenzK
- 2011 Engel, Interdiözesanes Seminar St. Lambert, LantershofenK
- 2014 Georg Ahrens – Skulptur und Malerei, Künstlerhaus Metternich, KoblenzK

## Beteiligungen an Bildhauersymposien
Ab 1990 nahm Ahrens an zahlreichen Bildhauersymposien teil.
- 1990 Bildhauersymposium St. Bartholome, Lanzarote/Spanien
- 1990/91 Bildhauersymposium Daigo/Japan
- 1993 Internationales Symposium für Schneeplastik Winnipeg/Kanada
- 1993 Internationales Bildhauersymposium Kandel/Deutschland
- 1994 Internationales Symposium für Schneeplastik Winnipeg/Kanada
- 1995 Internationales Bildhauersymposium Reho-Art 95, Rehobot/Namibia
- 1996 Internationales Symposium für Schneeplastik Winnipeg/Kanada; Internationales Bildhauersymposium 96 Reda, Tianjin/China; Bildhauersymposium Huai Row/China
- 1997 Internationales Bildhauersymposium Germersheim/Deutschland
- 1998 Internationales Bildhauersymposium Pirmasens/Deutschland; Internationales Bildhauersymposium Yusi Paradise, Guilin/China
- 1999 Bildhauersymposium Skulptur an der Obermosel, Oberbillig/Deutschland; Internationales Skulpturensymposium im Naturpark Obersauer/Luxemburg
- 2000 Deutsch-Chinesisches Symposium Weidingen/Deutschland
- 2001 Workshop Casa Massieu, La Palma/Spanien
- 2002 Internationales Bildhauersymposium Bad Neuenahr/Deutschland; Internationales Bildhauersymposium Hui An/China
- 2003 Internationales Bildhauersymposium Forma Viva, Porto Roz/Slowenien
- 2004 Internationales Bildhauersymposium Trier/Deutschland

## Ausstellungsbeteiligungen (Auswahl)
- 1974 Künstlerhaus Metternich, Koblenz
- 1975 Altstadtrathaus, Braunschweig
- 1978 Rathaus, Valencia; Rathaus, Mainz
- 1980 Universität, Lüttich; RWTH, Aachen
- 1992 Galerie Ursel Steinacker, Koblenz
- 1993 Alte Nutzviehhalle, Koblenz
- 1994 Mittelrheinmuseum, Koblenz
- 2001 Kreuzgang Abtei Echternach, Luxemburg; Casa Massieu, Tazacorte, La Palma/Spanien
- 2002 Mittelrheinmuseum, Koblenz
- 2005 Bischöfliches Diözesanmuseum, Trier
- 2007 Münzkabinett Bodemuseum, Berlin

## Medaillen
- Selbstbildnis, einseitiger Bronzeguss um 1970, 47:45 mm
- Veit Stoß, einseitiger Bronzeguss vor 1975, 61 mm
- Hanns Sprung, einseitiger Bronzeguss vor 1975, 100 mm
- Carl Zuckmayer, einseitiger Bronzeguss 1977, 95 mm